# Farly Yovany Gil Betancur

Bischofswappen von Farly Yovany Gil Betancur

Farly Yovany Gil Betancur (* 29. Juni 1974 in Donmatías) ist ein kolumbianischer Geistlicher und römisch-katholischer Bischof von Montelíbano.

## Leben
Farly Yovany Gil Betancur studierte Philosophie und Katholische Theologie am Priesterseminar in Santa Rosa de Osos. Er empfing am 23. November 1999 durch den Bischof von Santa Rosa de Osos, Jairo Jaramillo Monsalve, das Sakrament der Priesterweihe. Gil Betancur erwarb an der Fundación Universitaria Católica del Norte ein Lizenziat im Fach Philosophie sowie an der Päpstlichen Universität Xaveriana in Bogotá einen Magister und ein Doktorat im Fach Kanonisches Recht.
Von 2000 bis 2001 war Farly Yovany Gil Betancur Pfarrvikar der Pfarrei San José in Angostura und der Pfarrei Nuestra Señora de Las Mercedes in Yarumal. 2001 wurde er Präfekt des Kleinen Seminars in Santa Rosa de Osos. Gil Betancur war von 2004 bis 2005 als Ausbilder am Priesterseminar Santo Tomás de Aquino in Santa Rosa de Osos tätig, bevor er Pfarrvikar der Pfarrei San José Obrero in Bogotá wurde. 2009 wurde er erneut Ausbilder am Priesterseminar Santo Tomás de Aquino, dessen Regens er ab 2011 war. 2018 wurde Farly Yovany Gil Betancur beigeordneter Sekretär der Kolumbianischen Bischofskonferenz.
Am 4. März 2020 ernannte ihn Papst Franziskus zum Bischof von Montelíbano. Der Erzbischof von Nueva Pamplona, Jorge Alberto Ossa Soto, spendete ihm am 18. Juni desselben Jahres in der Kathedrale Nuestra Señora del Rosario de Chiquinquirá  in Santa Rosa de Osos die Bischofsweihe; Mitkonsekratoren waren der Erzbischof von Tunja, Gabriel Ángel Villa Vahos, und der emeritierte Erzbischof von Barranquilla, Jairo Jaramillo Monsalve. Die Amtseinführung erfolgte am 24. Juni 2020.
Seit dem 31. Juli 2025 verwaltet er zudem das vakante Bistum Montería als Apostolischer Administrator.